# Якуб Модер
Якуб Пйотр Модер (пол. Jakub Piotr Moder, нар. 7 квітня 1999, Щецинек, Польща) — польський професіональний футболіст, півзахисник нідерландського клубу «Феєнорд» та національної збірної Польщі.

## Клубна кар'єра
Модер народився в Щецинеку. Вихованець веленської «Фортуни» і познанських «Варти» і «Леха».
У 2016 році був переведений до резервної команди «Леха». 2 квітня 2018 року він дебютував за основну команду «Леха» у переможному виїзному матчі 1:3 і проти краківської «Вісли», замінивши на 90+2 хвилині Дарко Євтича.
18 червня 2018 року Модер був орендований опольською «Одрою».
6 жовтня 2020 року підписав п'ятирічний контракт з англійським «Брайтоном», залишившись у складі «Леха» до кінця сезону на правах оренди. Сума трансферу склала 6 млн фунтів.
20 січня 2025 року Модер перейшов до нідерландського «Феєнорда», з яким підписав контракт на три з половиною роки.

## Міжнародна кар'єра
До 2019 року виступав за юнацькі збірні Польщі різних вікових категорій.
4 вересня 2020 року Модер вперше виступив за національну збірну Польщі у домашньому матчі Ліги націй проти збірної Нідерландів (0:1), замінивши Пйотра Зелінського. 11 листопада 2020 року він забив свій перший гол за збірну, у переможному товариському матчі проти збірної України (2:0).

## Статистика

### Клубна
Станом на 19 грудня 2020
| Клуб                  | Сезон             | Ліга              | Ліга | Ліга  | Кубок | Кубок | Континентальні | Континентальні | Інші змагання | Інші змагання | Усього | Усього |
| Клуб                  | Сезон             | Дивізіон          | Ігор | Голів | Ігор  | Голів | Ігор           | Голів          | Ігор          | Голів         | Ігор   | Голів  |
| --------------------- | ----------------- | ----------------- | ---- | ----- | ----- | ----- | -------------- | -------------- | ------------- | ------------- | ------ | ------ |
| «Лех II»              | 2016–17           | III ліга          | 28   | 5     | -     | -     | -              | -              | -             | -             | 28     | 5      |
| «Лех II»              | 2017–18           | III ліга          | 25   | 2     | -     | -     | -              | -              | -             | -             | 25     | 2      |
| «Лех II»              | 2019–20           | II ліга           | 8    | 0     | -     | -     | -              | -              | -             | -             | 8      | 0      |
| «Лех II»              | Усього            | Усього            | 61   | 7     | -     | -     | -              | -              | -             | -             | 61     | 7      |
| «Лех Познань»         | 2017–18           | Екстракласа       | 1    | 0     | 0     | 0     | -              | -              | -             | -             | 1      | 0      |
| «Лех Познань»         | 2019–20           | Екстракласа       | 26   | 5     | 4     | 0     | -              | -              | -             | -             | 30     | 5      |
| «Лех Познань»         | 2020–21           | Екстракласа       | 14   | 4     | 1     | 0     | 10             | 0              | -             | -             | 25     | 4      |
| «Лех Познань»         | Усього            | Усього            | 41   | 9     | 5     | 0     | 10             | 0              | -             | -             | 56     | 9      |
| «Одра Ополе» (оренда) | 2018–19           | I ліга            | 31   | 4     | 4     | 0     | -              | -              | -             | -             | 35     | 4      |
| Усього за кар'єру     | Усього за кар'єру | Усього за кар'єру | 133  | 20    | 9     | 0     | 10             | 0              | -             | -             | 152    | 20     |

1. ↑  Ігри у Лізі Європи

### Статистика виступів за збірну
| Дата       | Місто             | Господарі  | Результат | Гості      | Турнір                               | Голи | Примітки |
| ---------- | ----------------- | ---------- | --------- | ---------- | ------------------------------------ | ---- | -------- |
| 4-9-2020   | Амстердам         | Нідерланди | 1 – 0     | Польща     | Ліга націй УЄФА 2020-2021 - 1º раунд | -    | 76'      |
| 7-10-2020  | Гданськ           | Польща     | 5 – 1     | Фінляндія  | товариський матч                     | -    | 61'      |
| 11-10-2020 | Гданськ           | Польща     | 0 – 0     | Італія     | Ліга націй УЄФА 2020-2021 - 1º раунд | -    |          |
| 11-11-2020 | Хожув             | Польща     | 2 – 0     | Україна    | товариський матч                     | 1    | 62'      |
| 15-11-2020 | Реджо-нель-Емілія | Італія     | 2 – 0     | Польща     | Ліга націй УЄФА 2020-2021 - 1º раунд | -    | 46'      |
| 18-11-2020 | Хожув             | Польща     | 1 – 2     | Нідерланди | Ліга націй УЄФА 2020-2021 - 1º раунд | -    | 76'      |
| Усього     |                   | Матчів     | 6         |            | Голів                                | 1    |          |